# Fonologia della lingua danese
La fonologia della lingua danese è simile a quella delle altre lingue scandinave, come lo svedese e il norvegese, ma ha anche alcune caratteristiche particolari che la differenziano dalle fonologie delle lingue a lei più vicine. Per esempio, il danese ha una caratteristica soprasegmentale conosciuta con il nome di "stød". Presenta anche una lenizione delle plosive molto più comune che nelle sue lingue sorelle. Per questi fatti, il danese parlato viene considerato difficile da capire per gli svedesi e i norvegesi, sebbene sia facilmente leggibile.

## Consonanti
Per quanto riguarda la maggior parte delle varianti del danese, è possibile riconoscere venti fonemi consonantici diversi.
|             |              | Labiali | Alveolari | Palatali | Velari | Uvulari/faringali | Glottali |
| ----------- | ------------ | ------- | --------- | -------- | ------ | ----------------- | -------- |
| Nasale      | Nasale       | m       | n         |          | [ŋ]    |                   |          |
| Plosive     | aspirate     | p       | t         | [ʨ]      | k      |                   |          |
| Plosive     | non aspirate | b       | d         | [ʨ]      | ɡ      |                   |          |
| Continuanti | sorde        | f       | s         | [ç]      |        |                   | h        |
| Continuanti | sonore       | v       | [ð]       | j        |        | r                 |          |
| Continuanti | laterali     |         | l         |          |        |                   |          |
| Vocoidi     | Vocoidi      | [ʊ̯]     |           | [ɪ̯]      |        | [ɐ̯]               |          |

Contrariamente alle altre lingue scandinave, in danese non esistono consonanti lunghe : tuttavia esistono dei nessi consonantici che se posizionati dopo una vocale ci indicano che quest'ultima è breve :
- snakke (parlare) : /ˈsnaɡə/ ; svedesetala : /'tɑːla/ , norvegese snakke : /'snɑkːe/ ;
- takke (correggere) : /ˈtˢaɡə/ ; svedese tacka /'tʰɑkːa/ , norvegese takke /'tʰakːe/ ;
- redde (salvare) /ʁeːðə/ ; svedese rädda /'rɛdːa/,  norvegese redde /'redːə/ ;

Nota bene : il fono /t/ in danese (se all'inizio di una parola, come nell'esempio qui sopra) si pronuncia /'tˢ/, a differenza delle altre due lingue dove si ha l'aspirazione → /'tʰ/
La lettera <g> può essere pronunciata in quattro modi diversi, a seconda della posizione in cui si trova :
- gade (strada) : /ˈɡæːðə/ ;
- sælge (vendere) : /ˈsælʝə/ ;
- koge (bollire) : /ˈkʰoːwə/ . Si può trovare anche in finale di parola : bjerg (montagna) : /ˈbjɛrʝ/ ;
- gentleman : in questo caso la <g> mantiene la pronuncia originale : /d͡ʒ/

## Vocali

Monottonghi vocalici del danese standard contemporaneo. Le atone [ɪ, ʊ, ə, ɐ] non sono mostrate. La distinzione tra [œ̞(ː)] e [ɶ(ː)] è opzionale e non viene effettuata da molti parlanti.

Il danese standard contemporaneo presenta venti vocali.
Nelle trascrizioni IPA per il danese vengono solitamente omessi i diacritici.
[ə] e [ɐ] si presentano solo in sillabe atone. Eccezion fatta per [a], [ʌ], [ə] e [ɐ], tutte le vocali possono essere sia lunghe che corte. Le vocali lunghe possono anche avere lo stød, potendo così distinguere fino a 30 vocali differenti nelle sillabe accentate. Tuttavia, bisogna anche notare come lo stød e l'accento siano caratteristiche legate più alla sillaba che alla singola vocale.

### Allofoni vocalici
| Fonema | Pronuncia       | Pronuncia    | Pronuncia   |
| Fonema | generale        | prima di /r/ | dopo /r/    |
| ------ | --------------- | ------------ | ----------- |
| /iː/   | [iː]            | [iː]         | [iː]        |
| /i/    | [i]             | [i]          | [i]         |
| /eː/   | [eː]            | [eː]         | [ɛː] ~ [æː] |
| /e/    | [e]             | [e]          | [ɛ] ~ [æ]   |
| /ɛː/   | [ɛː]            | [æː]         | [æː] / [ɑ]  |
| /ɛ/    | [ɛ]             | [æ] ~ [a]    | [a] / [ɑ]   |
| /aː/   | [æː]            | [ɑː]         | [ɑː]        |
| /a/    | [a] ~ [æ] / [ɑ] | [ɑ]          | [ɑ]         |
| /yː/   | [yː]            | [yː]         | [yː]        |
| /y/    | [y]             | [y]          | [y]         |
| /øː/   | [øː]            | [øː]         | [œː]        |
| /ø/    | [ø]             | [ø]          | [œ]         |
| /œː/   | [œː]            | [œː]         | N.D.        |
| /œ/    | [œ]             | [ɶ] ~ [ʌ]    | [œ]         |
| /uː/   | [uː]            | [uː]         | [uː] ~ [oː] |
| /u/    | [u]             | [u]          | [u] ~ [o]   |
| /oː/   | [oː]            | [oː]         | [oː]        |
| /o/    | [o]             | [o]          | [o]         |
| /ɔː/   | [ɔː]            | [ɒː]         | [ɔː]        |
| /ɔ/    | [ʌ] / [ɒ]       | [ɒ]          | [ʌ] / [ɒ]   |
| /ə/    | [ə]             | [ɐ]          | [ɐ]         |